# M1841 Mountain Howitzer
M1841 Mountain Howitzer – typ działa górskiego, używanego przez United States Army w połowie XIX wieku (1837-1870), głównie podczas wojny secesyjnej, wojen Indian oraz starć w czasie wojny amerykańsko-meksykańskiej.

## Konstrukcja
Działo M1841 Mountain Howitzer było 12-funtową, gładkolufową armatą górską, strzelającą zarówno kulami armatnimi jak i kartaczami oraz pociskami artyleryjskimi. Zasięg armaty wynosił średnio 919 m (1005 jardów) przy podniesieniu lufy do 5° i załadowanym prochowym pocisku o wadze 0,5 funta (0,2 kg). Dodatkowo armata mogła być transportowana jucznie przez konie bądź muły. Armata została zaprojektowana jako lekkie i przenośne działo. Łatwość montażu i demontażu, uczyniła armatę bardzo przydatną podczas trudnych działań wojennych na terenach górskich.